# 阿尔图纳 (阿拉巴马州)
阿尔图纳（英文：Altoona），是美国阿拉巴马州下属的一座城市。面积约为4.32平方英里（约合11.18平方公里）。根据2010年美国人口普查，该市有人口933人，人口密度为216.07/平方英里（约合83.45/平方公里）。